# Ottó Temesvári
Ottó Temesvári (Szob, 9 dicembre 1934) è un ex cestista ungherese.
È il padre di Andrea Temesvári.

## Carriera
Con l'Ungheria ha disputato i Giochi olimpici di Roma 1960 e tre edizioni dei Campionati europei (1959, 1961, 1963).